# Thomas Adams
Thomas Adams (1583 - 1653) foi um conceituado pregador calvinista inglês. Foi chamado de "Os puritanos dos Shakespeare", mas ele não é bem descrito como um puritano. Ficou um tempo em Willington, Bedfordshire na Inglaterra, posteriormente seus trabalhos podem ter sido lido por John Bunyan.

## Vida
Ele foi educado na Universidade de Cambridge na Inglaterra, graduando-BA M.A. em 1601 e em 1606.
Em 21 de dezembro de 1614 tornou-se sacerdote em Wingrave, Buckinghamshire, uma posição que ocupou até 1618. De 1618 a 1623 ocupou o preachership de São Gregório por São Paulo, e durante o mesmo período, ocasionalmente, pregou na Cruz de São Paulo e Whitehall.
Foi capelão de Henry Montagu, 1º Conde de Manchester, senhor chefe da justiça da Inglaterra. Referências Incidental mostrar que ele estava em termos íntimos com William Herbert, 3º Conde de Pembroke e Ellesmere Senhor. Montagu era um homenageado, como foi Sir Henry Marten. Foi sepultado em 26 de novembro de 1653.

## Obras
Primeiros sermões foram reconciliado o Céu ea Terra, e The Devil's Banquet. Para Montagu, dedicou uma obra em 1618. Em 1629 ele coletados em um fólio maciça seus sermões ocasional, uma coleção dedicou aos paroquianos do Cais Benet St Paul's, e ao Pembroke Lordes e Manchester. Em 1638 apareceu um longo comentário sobre a Segunda Epístola de Pedro, dedicada ao "Senhor Henrie Marten, Cavaleiro."
Seus trabalhos foram publicados na Série Nichol's da Standard Divines (3 vols, 1862), editado por Thomas Smith, e com uma vida de Joseph Angus, e seu comentário sobre a Segunda Epístola de Pedro (1839) por James Sherman.